# Malvados
Os Malvados são as tirinhas de humor do cartunista brasileiro André Dahmer. As tirinhas normalmente não seguem uma linha cronológica, e tem como personagens dois seres indefinidos, que são costumeiramente comparado com flores, tirando daí o apelido que tem, "As Flores do Mal" ou "Girassóis".
As tirinhas são uma crítica aos costumes e prisões do dia a dia, sem pudores ou censura. Devido ao comportamento dos dois personagens, ficaram conhecidos como Malvadinho - o que mais sofre - e Malvadão - o dono de críticas muito ácidas.
Foram reunidas em um livro, lançado em outubro de 2019. Em 2020, ficaram entre as três finalistas do Prêmio LeBlanc, na categoria Série nacional de tirinhas favorita lançada em 2019, perdendo para "Corenstein – Volume 2 – Como faz para parar?".